# Jack Lauterwasser
John Jacob "Jack" Lauterwasser (Londres, 4 de juny de 1904 - Somerset, 2 de febrer de 2003) va ser un ciclista anglès que va prendre part en els Jocs Olímpics d'Amsterdam de 1928.
Va guanyar una medalla de plata en la contrarellotge per equips, formant equip amb John Middleton i Frank Southall. En la contrarellotge individual acabà el cinquè.